# Eumeniusz (Chorolski)
Eumeniusz, imię świeckie Jewgienij Nikołajewicz Chorolski (ur. 1 grudnia?/13 grudnia 1886 w Bogorożdiestwience, zm. 25 sierpnia 1967 w Żytomierzu) – rosyjski biskup prawosławny.
Wykształcenie uzyskał w szkole parafialnej oraz w szkole nauczycielskiej. Następnie wstąpił do monasteru Trójcy Świętej w Kijowie jako posłusznik. W 1907 został skierowany do odbycia zasadniczej służby wojskowej. Po jej zakończeniu w 1912 został osobistym sekretarzem biskupa saratowskiego. W 1918 ponownie został posłusznikiem, tym razem w monasterze św. Michała Archanioła o Złotych Kopułach. Rok później złożył wieczyste śluby mnisze i został wyświęcony na hierodiakona. W 1923 przeszedł do Ławry Pieczerskiej, zaś od 1924 był archidiakonem cerkwi Zaśnięcia Matki Bożej w placówce filialnej Ławry w Leningradzie. W 1930 został aresztowany w Leningradzie.
W 1946 wrócił do Ławry Pieczerskiej i został jej ekonomem. W 1950 wyświęcony na hieromnicha. W tym samym roku został dziekanem Ławry, zaś w 1954 został podniesiony do godności archimandryty. 28 lutego tego samego roku został wyświęcony na biskupa czerniowieckiego i bukowińskiego przez metropolitę kijowskiego i halickiego Jana, biskupów czernihowskiego i nieżyńskiego Arseniusza, winnickiego i bracławskiego Andrzeja i humańskiego Nestora. W 1958 podniesiony do godności arcybiskupiej. W 1958 został przeniesiony na katedrę żytomierską i owrucką. Jej ordynariuszem był do śmierci w 1967. Został pochowany na cmentarzu rosyjskim w Żytomierzu przy cerkwi cmentarnej.